# زمین‌لرزه ۱۹۵۰ ونزوئلا
زمین‌لرزه ونزوئلا  در تاریخ ۳ اوت ۱۹۵۰ میلادی، برابر با ‎۱۲ مرداد ۱۳۲۹، ساعت ۲۲:۱۸:۰۰ به زمان یوتی‌سی در ونزوئلا رخ داد. ژرفای این زلزله ۸ کیلومتر بود. بزرگی آن ۶٫۸ در مقیاس ریشتر اعلام شده‌است. زمین‌لرزه به وقت محلی در روز پنج‌شنبه، ساعت ۱۸ روی داده و منطقه زمانی آن یوتی‌سی -۴ بوده‌است .
سازمان زمین‌شناسی آمریکا نیز جای این زمین‌لرزه را در مختصات ۱۰°۳۰′شمالی ۶۸°۰۰′غربی / ۱۰٫۵°شمالی ۶۸°غربی و بزرگی آنرا برابر با ۶٫۸ در مقیاس ریشتر اعلام کرده‌است. ژرفای گزارش شده از سوی این سازمان ۸ کیلومتر می‌باشد.
شمار کشتگان زلزله حدود ۱۰۰ نفر بوده‌است.